# بونشتورف
بونشتورف (به آلمانی: Bonstorf) یک منطقهٔ مسکونی در آلمان است که در هرمانسبورگ واقع شده‌است. بونشتورف ۵۳۰ نفر جمعیت دارد.